# Évainète

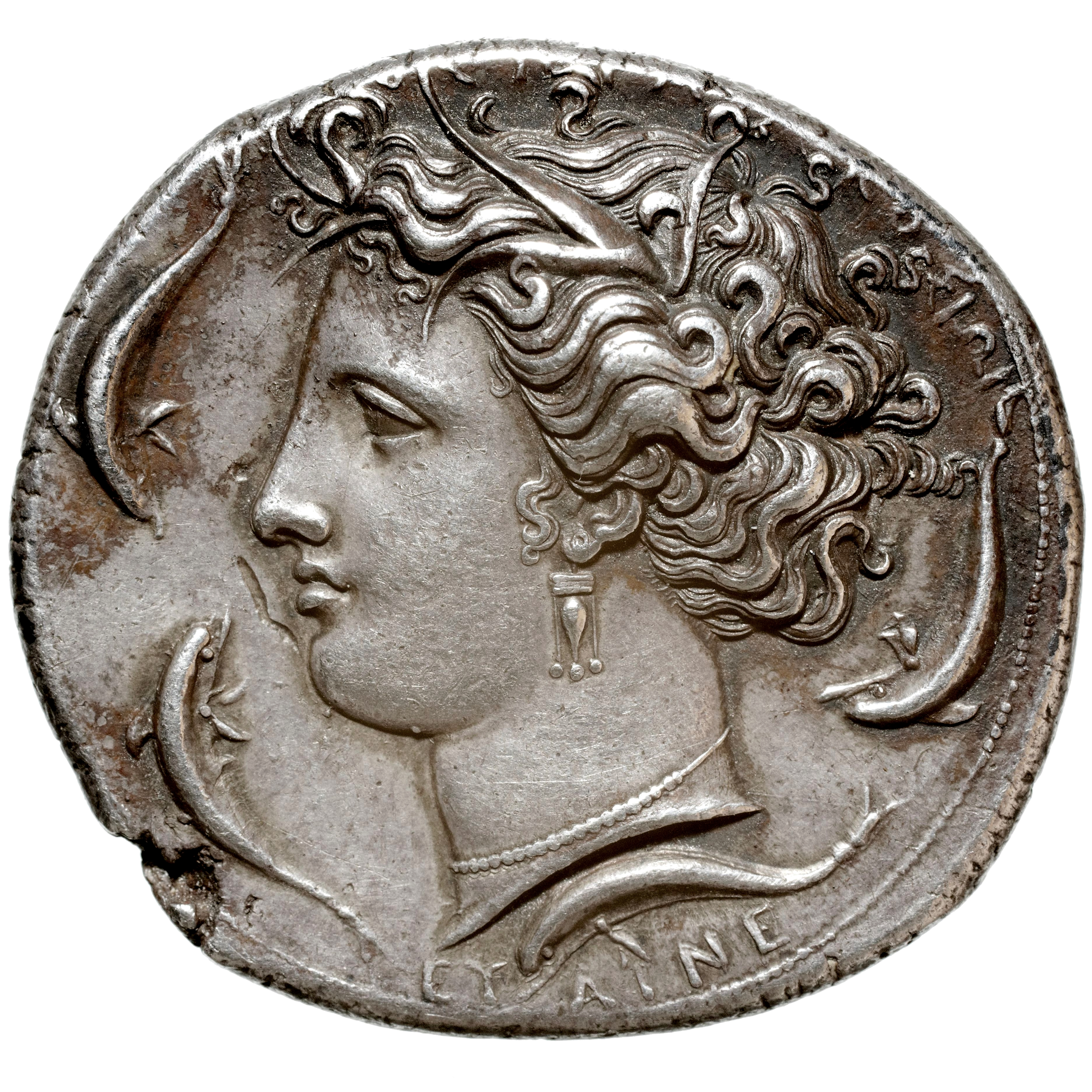
Décadrachme de Syracuse gravé par Évainète, Cabinet des monnaies, médailles et antiques, Bnf, Paris.

Évainète (francisation du grec Euainetos), ( ? - 345 av. J.-C.), est un graveur de monnaie sicilien célèbre pour sa production des décadrachmes de Syracuse ornés de la tête d'Aréthuse qui comptent depuis longtemps parmi les chefs-d'œuvre de la numismatique antique. C'est un des rares graveurs de cette époque qui signaient leurs œuvres

## Le décadrachme de Syracuse
Le décadrachme est une grande pièce d'argent d'une valeur de dix drachmes, pèsant entre 43 et 44 grammes et d'un diamètre d'environ 3,5 à 3,8 centimètres. À l'avers, un quadrige conduit par un aurige couronné de lauriers par une Niké volante, sous la ligne d'exergue, un trophée d’armes constitué d’une javeline, d’une cuirasse et d’un casque attique. Au revers, la tête ceinte de roseaux de la nymphe Aréthuse, de profil à gauche, portant des pendants d'oreilles et un collier de perles, entourée de 2 à 4 dauphins, au-dessus de la tête, dans les cheveux, ΣΥΡΑΚΟΣΙΩΝ (Syracuse). Quand la monnaie est signée, la signature est sous un dauphin en bas, mais l'irrégularité des flans ne permet pas toujours de la voir.  

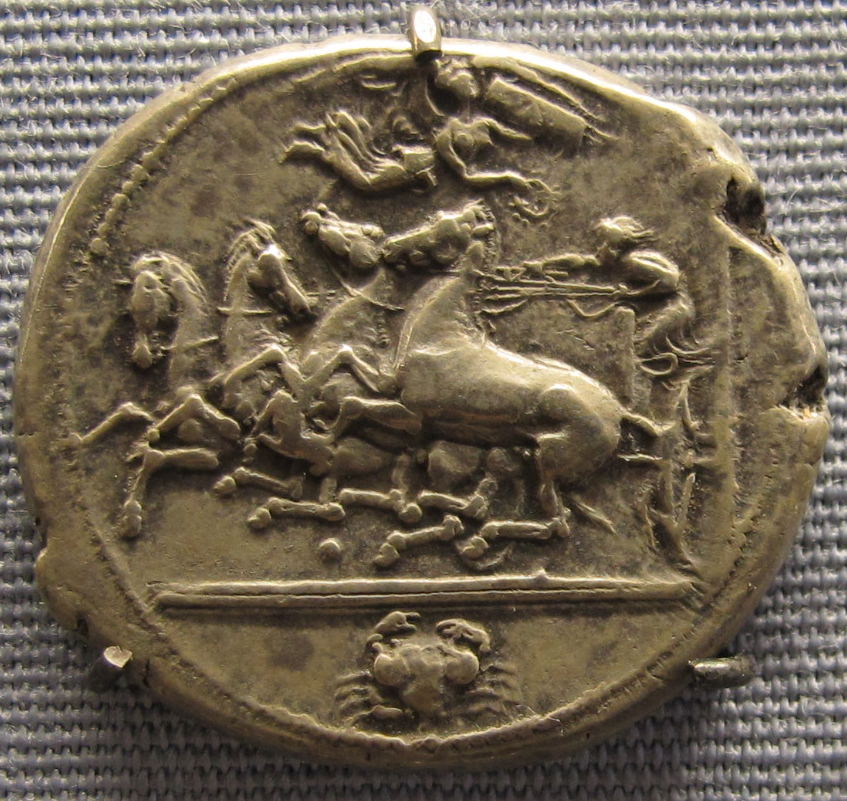
Tétradrachme au quadrige de Catane gravé par Évainète, seul le crabe à l'exergue diffère du type de Syracuse. Staatliche Münzsammlung, Munich.

Ce type de gravure, à la tête d'Aréthuse, mais avec des revers différents, existe aussi dans des valeurs plus faibles, drachme, didrachme, tétradrachme et le modèle d'Évainète a été imité par d'autres cités grecques et par Kimôn, un autre graveur syracusain qui signe lui aussi certains de ses coins.

## Contexte historique
L'émission de ces pièces de prestige aurait été motivée par la commémoration de la victoire de Syracuse sur Athènes en 413 av. J.-C., les armes déposées sous le quadrige illustrent cette intention. Elles étaient vraisemblablement décernées aux vainqueurs des jeux athlétiques dits de l’Assinaros, organisés pour célébrer cette victoire. Mais elles auraient aussi répondu aux buts hégémoniques du tyran Denys l'Ancien qui voulait faire de Syracuse la capitale du monde grec après la chute d'Athènes en 404 av. J.-C. De fait, le décadrachme de Syracuse a été dès l'Antiquité considéré comme le chef-d'œuvre de la numismatique grecque et reste de nos jours une pièce mythique dont le prix en vente publique atteint des records pour les rares exemplaires restés en très bon état.

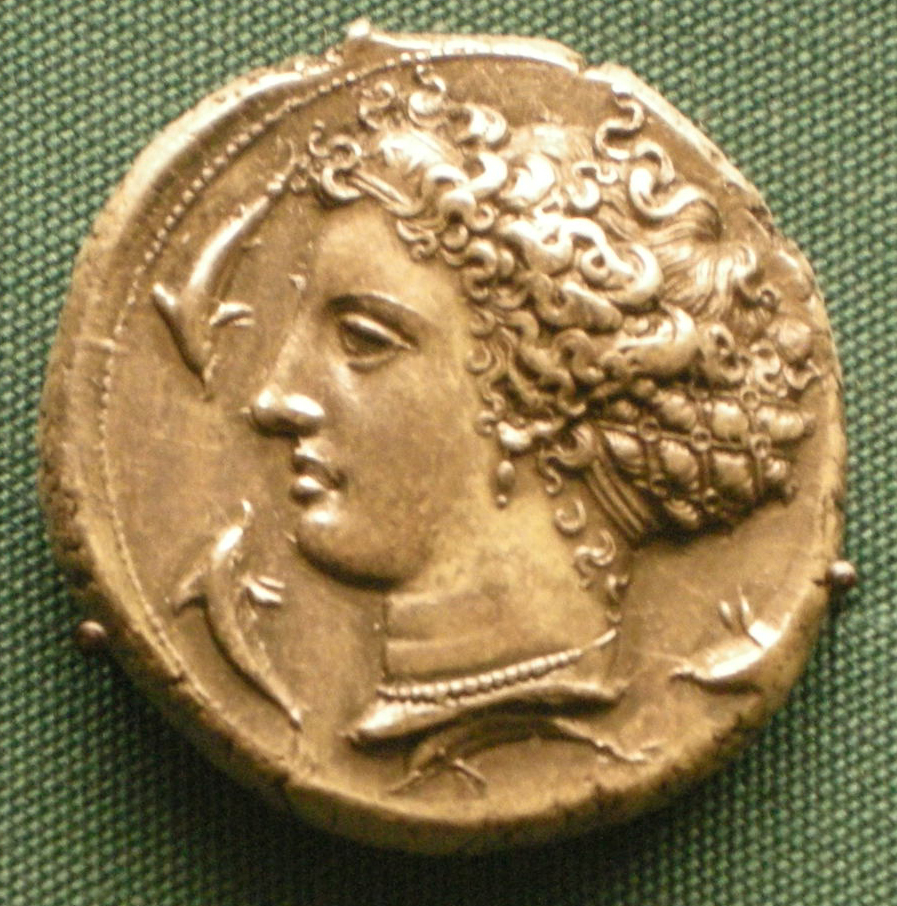
Autre exemplaire de Syracuse, graveur Kimôn, signée sur le bandeau (ampyx) d'Aréthuse,, British Museum, Londres.